# Trattato di Tartu (Russia-Finlandia)
Il trattato di Tartu (in finlandese: Tarton rauha, lett. "pace di Tartu", n russo: тартуский мирный договор), conosciuto anche come trattato di Dorpat, fu firmato tra la Finlandia e la RSFS Russa. Il trattato venne siglato a Tartu il 14 ottobre 1920 dopo un negoziato che durò quattro mesi.

## Storia
La delegazione finlandese era condotta da Juho Kusti Paasikivi. Il trattato confermò che il confine finlandese-sovietico avrebbe seguito il vecchio confine del Granducato di Finlandia all'interno dell'Impero russo. La Finlandia ricevette in aggiunta Petsamo, con il suo porto sul Mar Glaciale Artico, a condizione che non vi fossero mai ospitate unità navali da guerra. La Finlandia acconsentì a lasciare le aree occupate di Reboly (unite alla Finlandia durante la spedizione di Viena) e Porajärvi (unita con la spedizione di Aunus).
Il trattato garantiva anche la navigazione libera delle navi mercantili dai porti finlandesi nel Lago Laatokka (Ladoga) verso il golfo di Finlandia, attraverso il Fiume Neva. Inoltre, la Finlandia acconsentì al disarmo della fortezza sulla costa ad Ino, opposta all'isola di Kotlin, dove sorge Kronštadt. Furono smilitarizzate anche le isole finlandesi al di fuori del golfo di Finlandia.
Il trattato fu rotto dall'Unione Sovietica nel 1939, con l'inizio della guerra d'inverno.

## Delegazione finlandese
- Juho Kusti Paasikivi
- Juho Vennola
- Alexander Frey
- Rudolf Walden
- Väinö Tanner
- Väinö Voionmaa
- Väinö Kivilinna

## Delegazione sovietica
- Jan Antonovič Berzin
- Platon Michajlovič Keržencev
- Nikolaj Sergeevič Tichmenev
- Aleksandr Aleksandrovič Samojlo
- Evgenij Andreevič Berens